# Katherine Diez
Katherine Diez, född 1989, är en dansk författare, litteraturkritiker och influerare.
Diez är uppväxt utanför Århus på Jylland. Mellan 2018 och 2022 skrev hon krönikor och litteraturkritik på Berlingske. Hennes krönikor hade ofta en provocerande ton och väckte uppmärksamhet.
År 2019 inledde hon en relation med Danmarks klimatminister Dan Jørgensen. År 2022 inledde hon en relation med manusförfattaren Adam Price. I januari 2024 framkom det att Diez hade plagierat delar av sina texter som hon skrivit för Berlingske. De flesta av plagiaten påträffades i hennes recensioner av utländsk litteratur. Diez erkände plagiaten. Händelsen väckte stor uppmärksamhet i medierna och i samband med detta blev Diez lämnad av Price. Åtta månader senare publicerade hon självbiografin I egen barm. Boken var mycket självutlämnande och beskrev hennes ätstörningar, missbruk och depression men den innehöll även detaljerade skildringar av sexlivet med Adam Price. Boken blev en bästsäljare men väckte även en stor mediedebatt i Danmark kring yttrandefrihet och vilka intima detaljer man får publicera.